# 竹本春太夫
竹本 春大夫（たけもと はるたゆう）は、義太夫節の太夫。

## 初代
（生年不詳 - 天明4年3月19日（1784年5月8日））通称は粉屋与兵衛。
泉州堺（現在の堺市）の人物。竹本大和掾の門下。最初1744年11月に豊竹座で豊竹春太夫の名で出座。1752年11月に竹本座に出座、1763年に江戸に行き、1766年に再び江戸、1771年1月に竹本座で「妹背山婦女庭」の「妹山の段」と「金殿の段」が当たり芸になる。1778年に三度江戸、1775年8月から京都都万太夫の紋下、1776年12月から道頓堀竹田万治郎座の紋下。1778年に引退。芸風は師匠・大和掾そっくりで美声に特徴があった。

## 2代目
（生年不詳 - 寛政2年4月29日（1790年6月11日））
初代の門下の律太夫が1782年に2代目春太夫を襲名。

## 3代目
（生没年不詳）
初代豊竹岡太夫の門弟。豊竹町太夫が1790年に3代目春太夫を襲名。
あだ名を「鼠の春太夫」。

## 4代目
（生没年不詳）
3代目春太夫の門弟。文政年間に4代目春太夫を襲名。病弱で竹本八十太夫に春太夫の名を譲ったが八十太夫が没後、再び春太夫を名乗る。
通称を「又兵衛」。

## 代数外
（生年不詳 - 天保2年（1831年）9月20日）
初代竹本八十太夫 → 竹本春太夫（代数外）
四代目竹本咲太夫の門弟で初代竹本八十太夫を名乗り、江戸で出座する。竹本播磨大掾（二代目竹本土佐太夫）に見出され、大坂に伴われ、竹本春太夫を堺にいた四代目竹本春太夫から一代限りで借り受けた。
八十太夫が竹本春太夫を名乗る経緯は、以下の通りである。初代岡太夫の門弟である三代目竹本春太夫は、前名を町太夫といい、その町太夫の名跡を門弟である枡屋又兵衛に名乗らせていた。師三代目春太夫の没後は、三代目竹本重太夫（五代目竹本政太夫）の門弟となり、文政3年（1820年）の因講大帳に「重太夫門弟 堺春太夫」とあることから、襲名披露はしていないものの、枡屋又兵衛が春太夫の四代目を相続していたことが確認できる。しかし、この堺の四代目春太夫は、多病のため、芝居に出ずに、堺に引っ込んでいた。そこで、東京から孫弟子の八十太夫を伴い帰坂した播磨大掾は、堺での芝居では別の名前で出演することを条件に、竹本春太夫の名跡を堺の四代目竹本春太夫から借り受け、八十太夫に名乗らせた（この経緯からこの八十太夫の春太夫は代数外とされる）。
「文政八年播磨大掾東京より咲太夫門弟八十太夫を連帰り我門弟として大坂出勤致さす処成共宜敷明名前もなく折柄堺春太夫事出勤もなく引込居らるゝ事故此名前を借受んと人を以て掛合に及びかり受候得共もし堺にて興行有ば外名前にて出勤致候との約定極め其頃播磨大掾の勢ひにて八十太夫事春太夫にて座摩社内芝居へ出勤致す名と云ひ声と云ひ初代春太夫の再来の如く評判宜敷勤められしが天保元年九月尾州名古屋にて死去せられし故名前元との又兵衛へ戻り」
「同八年酉の四月帰坂に付八十太夫を同道にて連帰り宜敷名前有ば改名致させんと存寄有共宜敷名前もと思へ共無之然るに堺住人春太夫事は三代目春太夫の高弟成共一向芝居出勤なく夫故播磨大掾より右名前借に遣し暫らく借受度由乍併堺へ出勤致さば名前を替て参る由約定有て弥借受五月朔日より座摩社内芝居にて前楠昔噺次に粧水絹川堤埴生村の段八十太夫改名して竹本春太夫切に兜軍記琴責の段掛合重忠播磨大掾岩永弥太夫あこや春太夫三弦鶴沢伝吉豊沢兵吉琴小弓鶴沢新十郎」
以上が『増補浄瑠璃大系図』の説明であるが、『義太夫年表 近世篇』によれば、文政6年（1823年）3月、文政7年（1824年）正月、文政8年（1825年）正月の江戸結城座の番付に竹本春太夫が確認できることから、既に江戸では春太夫を名乗っていた（あるいは播磨大掾が八十太夫に名乗らせていた）が、大坂での芝居出演に際し、播磨大掾が堺の四代目竹本春太夫の了解を得た（追認させた）という可能性も考えられる。八十太夫の竹本春太夫襲名披露は、文政8年（1825年）5月 大坂座摩境内『粧水絹川堤』「埴生村の段 切」『壇浦兜軍記』「琴責の段 阿古屋」にて行われ、「琴責の段」は重忠に播磨大掾、岩永に二代目竹本弥太夫が勤め、三味線は鶴澤伝吉（三代目鶴澤文蔵）が弾いた。「名と云ひ声と云ひ初代春太夫の再来の如く」と『増補浄瑠璃大系図』が記したほどの実力者に相応しい披露演目である。翌文政9年（1826年）11月 堺宿院芝居にて座本 町太夫改竹本春太夫 太夫 竹本播磨大掾の芝居があり、『御所桜堀川夜討』「淡路島の段」を語り四代目竹本春太夫を襲名している。これは『増補浄瑠璃大系図』から八十太夫への春太夫名跡の借り受けの返礼に播磨大掾が開いた襲名披露であることがわかる。「十一月十五日より堺宿院芝居にて座本町太夫改竹本春太夫太夫竹本播磨大掾御所桜堀川夜討初段八段返し淡路の段春太夫勤る是名前を借し返礼播磨大掾堺にて名弘め致」前述の約束の通り、八十太夫の春太夫は「堺にては出勤成がたく相休み」となった。この後も、「堺」と「江戸」の春太夫の両名が存在し、江戸の春太夫は諸座で活躍した。江戸の春太夫が堺での出座はできないという約束ではあったが、前述の文政11年（1828年）11月 堺 宿院芝居にて、詳しい経緯は不明であるものの、三代目竹本綱太夫と四代目竹本政太夫が間に入り両春太夫が顔合わせをしたものと推察される。
以降も、諸座で活躍したが、天保2年（1831年）9月20日名古屋にて死去。戒名は松蔭自涼信士。旅の途中であったため、「茶屋町西行当り無縁寺へ葬る石碑を残すなり」と寂しい最期であった。
門弟に四代目豊竹岡太夫がいる。

## 5代目
（文化5年（1808年） - 明治10年（1877年）7月25日）本名は長原弥三郎。
泉州堺の生まれ、はじめ4代目竹本氏太夫の門下で竹本さの太夫。後に名古屋、江戸で修行し1837年11月に竹本文字太夫、1842年11月に4代目春太夫の養子となり翌年2月に北堀江市の側芝居で5代目春太夫を襲名。襲名披露では「摂州合邦辻」の「合邦庵室の段」を披露した。1872年に文楽座が博労町から松嶋に移転の際に紋下となる。天性の美音で古浄瑠璃最後の名人と喧伝された。1877年3月に病気で休演していたが復帰も数日後再び休演したが没した。
門下からは明治期の名人、3代目竹本大隅太夫、6代目春太夫（後の2代目竹本摂津大掾）を輩出。

## 6代目
（1836年3月15日 - 1917年10月9日）本名は二見金助。幼名を吉太郎。
後の2代目竹本摂津大掾。

## 7代目
（1873年4月5日 - 1943年1月11日）
香川県丸亀の生まれ、1886年12月に三味線方の2代目鶴澤叶の門下で鶴澤叶吉。1892年4月に太夫に転じ2代目竹本摂津大掾（当時2代目竹本越路太夫）の門下で初代竹本叶太夫から1941年7代目春太夫を襲名。
著書に「此君帖」がある。